# 富山市立八尾中学校
富山市立八尾中学校（とやましりつ やつおちゅうがっこう）は、富山県富山市にある公立中学校。

## 沿革

### 旧・八尾中学校
個別に出典が提示されていない箇所の出典→
- 1947年（昭和22年）
  - 4月 - 旧八尾町、室牧村、保内村、卯花村、黒瀬谷村の1町4ヶ村の組合立として八尾東部中学校が旧八洸社にあった八尾高等女学校校舎および八尾小学校校舎の一部を借りて開校。八尾西部中学校も福島上野にあった旧婦南青年学校を借りて創立。
  - 7月 - 八尾東部中学校桐谷分校開校。
- 1948年（昭和23年）
  - 4月 - 楡原高田アルミ工場の事務所を木造平屋建校舎として現在地に新築し、東西両中学校を統合（桐谷分校も八尾中学校の分校となる）。
  - 12月 - 桐谷分校校舎（木造2階建て）落成。
  - 同年中 - 寄宿舎設置（旧八洲化学の未完成建物を改造、老朽化のため1965年（昭和40年）に建て替え）。
- 1949年（昭和24年）
  - 5月 - 6,000m2の運動場並びに木造2階建16教室の校舎が完成。さらに高熊の旧婦負奨健寮の大宴会場を移築し、武道室と礼法室に充てた（武道室、礼法室は老朽化のため1963年（昭和38年）に解体）。
  - 高熊鉱泉の建物を利用し、木造平屋の通年寮『白峰寮』を設置[2]。
- 1950年（昭和25年）
  - 7月 - 桐谷分校の教員住宅3世帯分新築。
  - 9月 - 講堂落成。
  - 12月 - 小井波部落の生徒の為冬季寄宿舎を開設。
- 1952年（昭和27年）11月 - 運動場拡張工事完成。
- 1953年（昭和28年）
  - 11月 - 普通教室4、理科室、化学室、同上準備室各1室を含む木造2階建て校舎および家庭室、音楽室を含むモルタル平屋建校舎をそれぞれ落成。
  - 12月 - 町村合併により、八尾町立八尾中学校と改称。
- 1960年（昭和35年）11月 - 鉄筋3階建て校舎改築工事に着手。
- 1961年（昭和36年）9月 - 第1期工事完成。
- 1962年（昭和37年）9月 - 第2期、第3期工事完成。
- 1964年（昭和39年）8月 - 寄宿舎着工[3]。
- 1965年（昭和40年）7月 - 鉄筋コンクリート2階建て延床面積660m2寄宿舎『白峰寮』竣工[3][2]。
- 1967年（昭和42年）
  - 4月 - 桐谷分校合併。
  - 11月 - 最新設備の給食室（479m2）を増築して完全給食を開始。
  - 12月 - 寄宿舎舎屋を増築。
- 1968年（昭和43年）4月 - 大長谷中学校栃折分校を合併。
- 1969年（昭和44年）4月 - 野積、仁歩両中学校合併（旧中学校は以降1年間教場として活用されたのち廃止）[4]。
- 1970年（昭和45年） - 屋内体育館および9教室増築。
- 1974年（昭和49年）
  - 4月 - 大長谷中学校合併。
  - 白峰寮に浴場と管理人室が増設される[2]。
- 1977年（昭和52年）10月 - 創立30年記念行事。
- 1979年（昭和54年）8月1日 - グラウンドにナイター設備が完成[5]。
- 1986年（昭和61年）2月15日 - 武道館（鉄骨鉄筋コンクリート造2階建、1階は537m2のスポーツのトレーニング室、2階は607m2の武道場）を増築[6]。
- 1988年（昭和63年）3月16日 - 白峰寮が閉寮。以降は部活動の合宿用および冬季寄宿舎として使用される[2]。
- 1996年（平成8年）1月 - 旧棟跡地に特別教室棟が着工[7]。
- 1997年（平成9年）1月14日 - 特別教室棟（鉄筋コンクリート造3階建、延床面積1,737m2）が完成[7]。
- 2005年（平成17年）4月 - 市町村合併により富山市立八尾中学校と改称。

### 現・八尾中学校
- 2022年（令和4年）4月6日 - 富山市立杉原中学校と統合し、新設の富山市立八尾中学校開校。校舎は両校の中間地点に設置する[8]。

## 部活動
以下は旧・八尾中学校のもの

### 運動部
- 陸上競技部
- サッカー部
- 野球部
- バレー部
- バスケットボール部
- ソフトテニス部
- バドミントン部
- ハンドボール部
- 水泳部

### 文化部
- 美術部
- 生け花
- 英語
- 郷土芸能
- 吹奏楽部

### 特設部
- 駅伝部
- スキー部

## 校区
- 富山市立八尾小学校
- 富山市立保内小学校
- 富山市立樫尾小学校
- 富山市立山田小学校
- 富山市立杉原小学校

## 不祥事
2022年10月21日、富山市教育委員会は全校生徒の成績データが一部の生徒のパソコン端末で閲覧できる状態になっていたことを公表。同月7日から15日にかけ、全校生徒447人分の成績などが含まれたデータファイルが、誤って委員会の生徒25人のパソコン端末から閲覧できる状況になっていたという。